# Roland Yuno Rech
Roland Yuno Rech (né Roland Rech le 20 juin 1944 à Paris) est un maître et auteur bouddhiste zen français.

## Biographie
Roland Rech est diplômé de l'Institut d'études politiques de Paris et du DESS de Sciences Humaines Cliniques de l'université Paris VII-Denis-Diderot.
En 1971, à l'issue d'un voyage autour du monde à la recherche d'une voie qui lui permettrait de trouver un sens à sa vie, la politique et la religion catholique l'ayant déçu, il découvre et pratique le zazen au temple Soto Antaiji de Kyoto. Dès son premier zazen, son questionnement sur le sens de la vie disparut et fut remplacé par une confiance dans la voie qui s'ouvrait devant lui. Par la suite, il n'a plus eu le désir de pratiquer dans un temple japonais. Il a entendu parler de maître Taisen Deshimaru et a immédiatement décidé d'aller le voir à Paris.
Il est rentré en France pour suivre l'enseignement de Deshimaru, dont il fut le disciple de 1972 au décès de ce dernier en 1982.
Il est ordonné moine en 1974.
Suivant les recommandations de Deshimaru, il reprit une activité de cadre dans l'industrie qui fut pour lui l'occasion d'expérimenter la pratique du zen dans la vie quotidienne, économique et sociale.
Tout en travaillant dans l'industrie, il aida Deshimaru dans sa mission en devenant un de ses traducteurs, en s'occupant de la coordination des dojos et de l'édition de ses livres, et en dirigeant des sesshins.
À la mort de son maître Taisen Deshimaru, il se consacre principalement à la pratique et l'enseignement du zen au sein de l'Association Zen Internationale dont il fut le président jusqu'en 1994.
En 1984, maître Niwa Rempō Zenji, supérieur du temple d'Eihei-ji et représentant la plus haute autorité du zen Sōtō au Japon, authentifia la mission de Deshimaru en remettant la transmission du dharma (shiho) à trois de ses plus anciens disciples, dont Roland Rech qui prend alors le nom de dharma de Yuno (capable, courageux). Il est vice-président de l'Union bouddhiste de France pendant 15 ans après avoir participé à sa fondation en 1986,
Il enseigne au temple Gyo Butsu-ji à Nice ainsi qu'au temple de La Gendronnière et dans les sesshin organisées par l'Association Zen Internationale dont il est le vice-président.
Il est missionnaire (伝道教師, dendō kyōshi) du Zen Sōtō en Europe.
En 2007, ses élèves ont fondé l'Association Bouddhiste Zen d'Europe (ABZE). Son objectif principal est d'organiser et de diffuser la pratique du bouddhisme zen Soto.

## Transmission du dharma

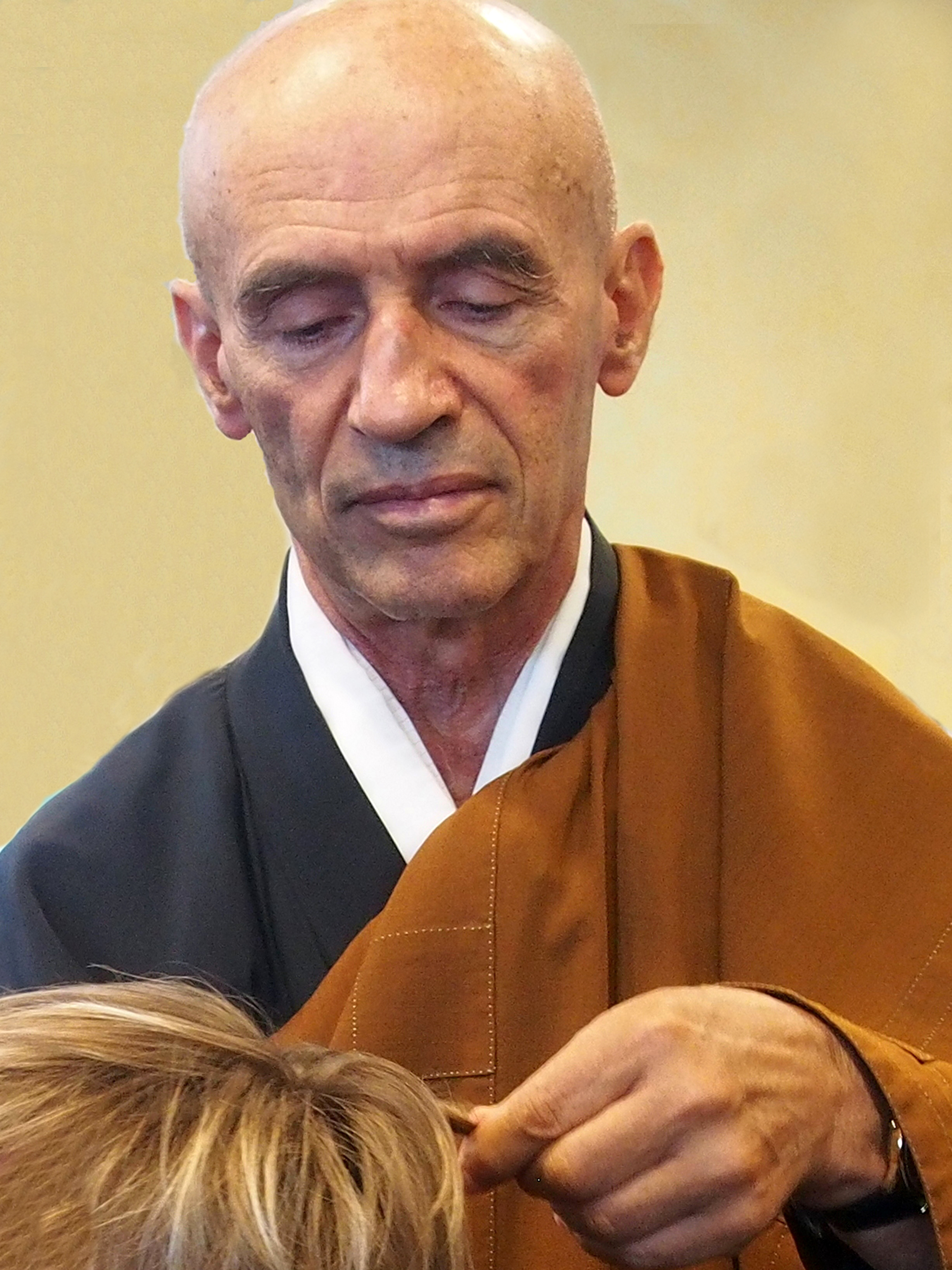
Roland Yuno Rech lors de la cérémonie du Jukai

| Nom                           | Transmission du dharma | Responsabilité                | Lieu                               | Pays       |
| Patrick Pargnien              | 2010                   | Dojo de Bordeaux              | Bordeaux                           | France     |
| Heinz-Jürgen Metzger          | 2010                   | Sangha de la Voie du Bouddha. | Cologne Solingen Weimar-Buchenwald | Allemagne  |
| Sengyo Van Leuven             | 2011                   | Temple zen Jōhōji             | Rome                               | Italie     |
| Emanuela Dōsan Losi           | 2012                   | Dojo de Carpi                 | Carpi                              | Italie     |
| Pascal-Olivier Kyōsei Reynaud | 2013                   | Dojo zen de Narbonne          | Narbonne                           | France     |
| Michel Jigen Fabra            | 2014                   | Dojo zen de Poitiers          | Poitiers                           | France     |
| Konrad Kosan Maquestieau      | 2015                   | Shodo Dojo                    | Halle                              | Belgique   |
| Nansen Salas                  | 2016                   | Kannon Zen-Dojo               | Barcelone                          | Espagne    |
| Claude É Mon Cannizzo         | 2016                   | Dojo Butsu Shin Zendo         | Mulhouse                           | France     |
| Alonso Ufano                  | 2016                   | Dojo de Séville               | Séville                            | Espagne    |
| Antoine Charlot               | 2018                   | Centre Zen de Bondy           | Bondy                              | France     |
| Marc Chigen Estéban           | 2018                   | Dojo de Chalon-sur-Saône      | Chalon-sur-Saône                   | France     |
| Beppe Mokuza Signoritti       | 2019                   | Dojo Bodai                    | Albe                               | Italie     |
| Eveline Kogen Pascual         | 2019                   | Dojo Kanjizai                 | Aix-la-Chapelle                    | Allemagne  |
| Jean-Pierre Romain            | 2022                   | Dojo zen de Paris             | Paris                              | France     |
| Huguette Moku Myo Siréjol     | 2022                   | Dojo de Toulouse              | Toulouse                           | France     |
| Sergio Gurevich               | 2023                   | Groupe de Sitges-Garraf       | Sitges-Garraf                      | Espagne    |
| Luc Sojo Bordes               | 2023                   | Groupe Zen de Vernon          | Saint-Pierre d’Autils              | France     |
| Claus Heiki Bockbreder        | 2024                   | Dojos Melle et Osnabrück      | Melle Osnabrück                    | Allemangne |
| Silvia Hoju Leyer             | 2024                   | Dojo Kanjizai                 | Aix-la-Chapelle                    | Allemangne |